# El Naranjal, Villa de Ramos
El Naranjal är en ort i Mexiko.   Den ligger i kommunen Villa de Ramos och delstaten San Luis Potosí, i den centrala delen av landet, 500 km nordväst om huvudstaden Mexico City. El Naranjal ligger 2 038 meter över havet och antalet invånare är 376.
Terrängen runt El Naranjal är en högslätt. Runt El Naranjal är det glesbefolkat, med 15 invånare per kvadratkilometer. Närmaste större samhälle är Los Zacatones, 6,3 km söder om El Naranjal. Omgivningarna runt El Naranjal är i huvudsak ett öppet busklandskap.